# Парк-Сіті (Кентуккі)
Парк-Сіті (англ. Park City) — місто (англ. city) в США, в окрузі Беррен штату Кентуккі. Населення — 614 особи (2020).

## Географія
Парк-Сіті розташований за координатами 37°5′37″ пн. ш. 86°2′53″ зх. д. / 37.09361° пн. ш. 86.04806° зх. д. (37.093499, -86.048077).  За даними Бюро перепису населення США в 2010 році місто мало площу 3,80 км², з яких 3,80 км² — суходіл та 0,01 км² — водойми.

## Демографія
Згідно з переписом 2010 року, у місті мешкало 537 осіб у 224 домогосподарствах у складі 142 родин. Густота населення становила 141 особа/км².  Було 257 помешкань (68/км²).
Расовий склад населення:
| - 88,6 % — білих - 7,4 % — чорних або афроамериканців - 0,2 % — корінних американців - 3,0 % — осіб інших рас |

До двох чи більше рас належало 0,7 %. Частка іспаномовних становила 4,3 % від усіх жителів.
За віковим діапазоном населення розподілялося таким чином: 23,6 % — особи молодші 18 років, 60,6 % — особи у віці 18—64 років, 15,8 % — особи у віці 65 років та старші. Медіана віку мешканця становила 39,2 року. На 100 осіб жіночої статі у місті припадало 86,5 чоловіків;  на 100 жінок у віці від 18 років та старших — 85,5 чоловіків також старших 18 років.
Середній дохід на одне домашнє господарство  становив 43 909 доларів США (медіана — 40 000), а середній дохід на одну сім'ю — 52 876 доларів (медіана — 50 625). За межею бідності перебувало 22,7 % осіб, у тому числі 21,5 % дітей у віці до 18 років та 7,3 % осіб у віці 65 років та старших.
Цивільне працевлаштоване населення становило 201 осіб. Основні галузі зайнятості: виробництво — 26,4 %, освіта, охорона здоров'я та соціальна допомога — 22,4 %, роздрібна торгівля — 12,9 %, мистецтво, розваги та відпочинок — 9,0 %.